# Джером Флінн
Джером Флінн (англ. Jerome Flynn; нар. 16 березня 1963, Бромлі, Велика Британія) — англійський актор та співак, найвідоміший своїми ролями Кенні «Рембо» Бейнса у телефільмі «Лондон горить» та Бронна у телесеріалі «Гра престолів».

## Кар'єра
1986 року знявся у телефільмі «Лондон горить», де зіграв пожежника Кенні «Рембо» Бейнса. 1991 року почав грати у телесеріалі «Солдат солдат». Під час зйомок серіалу познайомився з актором Робсоном Гріном, з яким заспівали у дуеті пісню «Unchained Melody». Їх виступ транслювався на ITV в рамках однієї з передач та несподівано став дуже популярним. До них звернувся продюсер Саймон Ковелл та переконав їх записати сингл. Хлопці записали пісню під ім'ям Robson & Jerome. Сингл одразу зійшов на першу сходинку UK Singles Chart та протримався там 7 тижнів, а його продажі сягнули 1,9 млн. копій. Платівка виграла нагороду «Сингл, що найкраще продається». 1995 та 1996 року дует випустив ще два рімейки на хіти «I Believe» та «What Becomes of the Brokenhearted». 
Зйомки серіалу «Солдат солдат» закінчились 1997 року, після якого було кілька незначних ролей в інших проектах. 1999 року зіграв Боббі Чарлтона у фільмі «Бест». Після цього він дещо відійшов від зйомок та переїхав до Пембрукширу. Там він зняв малобюджетний фільм, який транслювався в низці незалежних кінотеатрів. 
Після майже 10-річної паузи у кінематографі, в липні 2010 року стало відомо, що Флінн зіграє Бронна у телесеріалі «Гра престолів». 
2016 року знявся у серії «Заціпся і танцюй» антологічного серіалу «Чорне дзеркало».
2019 року стало відомо, що актор буде зніматися у адаптації циклу романів Стівена Кінга «Темна вежа» для компанії Amazon Video.

## Фільмографія
| Рік       |    | Українська назва     | Оригінальна назва                 | Роль                                          |
| --------- | -- | -------------------- | --------------------------------- | --------------------------------------------- |
| 1985      | с  |                      | American Playhouse                | Курт (Епізод: "Displaced Person")             |
| 1986      | с  |                      | The Monocled Mutineer             | Френні (2 епізоди)                            |
| 1986      | тф | Лондон горить        | London's Burning: The Movie       | Кенні «Рембо» Бейнс                           |
| 1988      | ф  | Вбити священника     | To Kill a Priest                  | Пол                                           |
| 1991      | ф  | Едуард II            | Edward II                         | Едмунд Вудстокський                           |
| 1991      | ф  | Кафка                | Kafka                             | служитель замку                               |
| 1991—1995 | с  | Солдат солдат        | Soldier Soldier                   | Патрік «Падді» Гарві (44 епізоди)             |
| 1992      | с  | Між рядками          | Between the Lines                 | Едді Гаргрівз (6 епізодів)                    |
| 1999      | с  | Таємниці Рут Ренделл | The Ruth Rendell Mysteries        | Мартін Урбан (Епізод: "The Lake of Darkness") |
| 1999—2000 | с  | Борсук               | Badger                            | Том МакКейб (13 епізодів)                     |
| 2000      | ф  | Бест                 | Best                              | Боббі Чарлтон                                 |
| 2007      | ф  |                      | Rude Tales                        | Джером Руд                                    |
| 2011—2019 | с  | Гра престолів        | Game of Thrones                   | Бронн (37 епізодів)                           |
| 2012—2016 | с  | Вулиця різника       | Ripper Street                     | Беннет Дрейк (31 епізод)                      |
| 2016      | с  | Чорне дзеркало       | Black Mirror                      | Гектор (Епізод: "Заціпся і танцюй")           |
| 2017      | ф  | З любов'ю, Вінсент   | Loving Vincent                    | доктор Гашет                                  |
| 2019      | ф  | Джон Уік 3           | John Wick: Chapter 3 – Parabellum | Беррада                                       |
| 2022      | с  | 1923                 | 1923                              | Банер Крейтон (8 епізодів)                    |
| 2023      | с  |                      | The Change                        | Свинопас (4 епізоди)                          |

## Нагороди та номінації
| Рік  | Нагорода                   | Категорія                                         | Робота         | Результат |
| ---- | -------------------------- | ------------------------------------------------- | -------------- | --------- |
| 2011 | Премія Гільдії кіноакторів | Найкращий акторський склад в драматичному серіалі | Гра престолів  | Номінація |
| 2013 | Премія БАФТА у телебаченні | Найкраща роль другого плану                       | Вулиця різника | Номінація |
| 2015 | Премія Гільдії кіноакторів | Найкращий акторський склад в драматичному серіалі | Гра престолів  | Номінація |